# الدوري الأوروبي لكرة السلة للسيدات 2016–17
الدوري الأوروبي لكرة السلة للسيدات 2016–17 هو الموسم 26 من  الدوري الأوروبي لكرة السلة للسيدات. أقيم خلال الفترة 26 أكتوبر 2016 وحتى 16 أبريل 2017، وأشرف على تنظيمه الاتحاد الأوروبي لكرة السلة، وكان عدد الأندية المشاركة فيه  16، وفاز فيه دينامو كورسك.